# HIST1H2AA
HIST1H2AA (англ. Histone cluster 1 H2A family member a) – білок, який кодується однойменним геном, розташованим у людей на короткому плечі 6-ї хромосоми. Довжина поліпептидного ланцюга білка становить 131 амінокислот, а молекулярна маса — 14 234.
| 10         |  | 20         |  | 30         |  | 40         |  | 50         |
| ---------- |  | ---------- |  | ---------- |  | ---------- |  | ---------- |
| MSGRGKQGGK |  | ARAKSKSRSS |  | RAGLQFPVGR |  | IHRLLRKGNY |  | AERIGAGAPV |
| YLAAVLEYLT |  | AEILELAGNA |  | SRDNKKTRII |  | PRHLQLAIRN |  | DEELNKLLGG |
| VTIAQGGVLP |  | NIQAVLLPKK |  | TESHHHKAQS |  | K          |  |            |

A: Аланін

D: Аспарагінова кислота

E: Глутамінова кислота

F: Фенілаланін

G: Гліцин

H: Гістидин

I: Ізолейцин

K: Лізин

L: Лейцин

M: Метіонін

N: Аспарагін

P: Пролін

Q: Глутамін

R: Аргінін

S: Серин

T: Треонін

V: Валін

Кодований геном білок за функцією належить до фосфопротеїнів. 
Задіяний у такому біологічному процесі, як ацетилювання. 
Білок має сайт для зв'язування з ДНК. 
Локалізований у ядрі, хромосомах.